# Concerto pour violon de Bergsma

Le Concerto pour violon et orchestre du compositeur américain William Bergsma a été composé en 1965.

## Historique
D'après Broeker, la création a eu lieu le 18 mai 1966 avec au violon Edward Seferian accompagné par le Tacoma-University of Puget Sound Orchestra dirigé par William Bergsma. Le concerto a été joué par d'autres orchestres universitaires en 1968 et 1969. Le premier enregistrement a été fait par le label Vox Turnabout en 1971, couplé avec Laminations de Morton Subotnick et Concert Piece for Synket and Orchestra de John Eaton.

## Structure
Le concerto a une durée d'environ 22 minutes et est composé de trois mouvements:
1. Moderato pesante
2. Poco adagio
3. Allegro ostinato